# Freixeda do Torrão
Freixeda do Torrão ist ein Ort und eine ehemalige Gemeinde (Freguesia) im portugiesischen Kreis Figueira de Castelo Rodrigo. Die Gemeinde hatte 262 Einwohner (Stand 30. Juni 2011).
Am 29. September 2013 wurden die Gemeinden Freixeda do Torrão, Almofala, Penha de Águia und Quintã de Pêro Martins zur neuen Gemeinde União das Freguesias de Freixeda do Torrão, Quintã de Pêro Martins e Penha de Águia zusammengeschlossen. Freixeda do Torrão ist Sitz dieser neu gebildeten Gemeinde.